# Hamiyet Yüceses

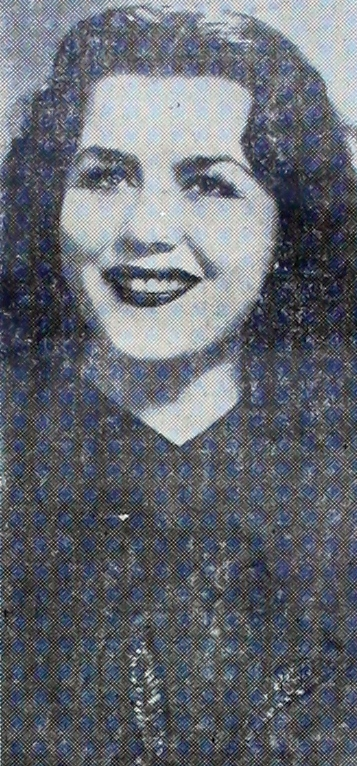
Hamiyet Yüceses (Akşam, 1950)

Hamiyet Yüceses (* 20. Juni 1915; † 10. Juli 1996 in Istanbul) war eine Sängerin der türkischen klassischen Musik.

## Leben
Sie hörte in ihrer Kindheit Lieder des Gazelhans Hafız Burhan und sang diese nach. So eignete sie sich ein Repertoire an Liedern an. Ihr Vater schickte sie mit elf Jahren auf die Bühne. Als
Hamiyet 16 wurde zog ihre Familie mit ihr nach Gaziantep.
1932 trat sie das erste Mal in Istanbul auf. Sie war Vorsängerin Safiye Aylas im Kasino Londra Birahanesi im Stadtteil Beyoğlu. Währenddessen nahm Yüceses Privatunterricht bei Selahattin Pınar, Saadettin Kaynak, Yesari Asım Arsoy, Mısırlı İbrahim und Bimen Şen. Im gleichen Jahr wurde sie mit 17 Jahren zur Stimmenkönigin der Türkei gewählt.
Im Zuge Namensrechtreform nahm Hamiyet auf den Rat Saadettin Kaynaks
den Nachnamen Yüceses (Deutsch: erhabene Stimme) an. Saadettin Kaynak schrieb für sie Lieder wie O Dudaklar (diese Lippen), Yasemen (Blume), Kirpiklerinin Gölgesi (Der Schatten deiner Wimpern). 
1940 heiratete sie den Offizier Fetih. Ihr Ehemann starb am 14. Juli 1942 bei einem Unfall des U-Bootes TCG Atılay. Mit den Liedern Gitti de Gelmeyiverdi (Er ging und kam nicht mehr), das sie für ihren verstorbenen Mann sang und dem sehr dramatischen Lied Makber erreichte sie einen neuen Höhepunkt in ihrer Karriere.
1944 unterrichtete sie am Istanbuler Konservatorium für klassische türkische Musik. 1949 brachte sie mit dem Label Odeon das Lied Hacı Arif Beys Bakmıyor Çeşm-i Siyah, in das sie ein Ghasel einfügte, heraus.
Sie sang unter anderem auch in Filmen wie z. B. in Efsuncu Baba, Affet Beni Allahım, Kanun Namına, Soygun, İncili Çavuş, Mahallenin Namusu. Hamiyet Yüceses gab unter anderem Konzerte in Syrien, Libanon, Zypern, Deutschland und den USA. Selbst im Radio des BBC gab sie ein Konzert.
Hamiyet Yüceses zählt mit Müzeyyen Senar und Safiye Ayla zu den Üç dev Çınar (drei große Platanen), ein Ehrentitel der türkischen Bevölkerung.   
Hamiyet Yüceses starb 1996 in Istanbul.
| Personendaten    | Personendaten      |
| ---------------- | ------------------ |
| NAME             | Yüceses, Hamiyet   |
| KURZBESCHREIBUNG | türkische Sängerin |
| GEBURTSDATUM     | 20. Juni 1915      |
| STERBEDATUM      | 10. Juli 1996      |
| STERBEORT        | Istanbul           |